# Parafia św. Andrzeja Boboli w Niemirowie
Parafia świętego Andrzeja Boboli w Niemirowie – parafia rzymskokatolicka, znajdująca się w diecezji sandomierskiej, w dekanacie Staszów.